# هلنا رابیشتین
هلنا رابیشتین (انگلیسی: Helena Rubinstein; ۲۵ دسامبر ۱۸۷۲ – ۱ آوریل ۱۹۶۵) چهره‌پرداز اهل ایالات متحده آمریکا بود.